# Cat Whitehill
Catherine Anne Reddick Whitehill (* 10. Februar 1982 in Richmond, Virginia als Catherine Anne Reddick) ist eine ehemalige US-amerikanische Fußballspielerin. Sie spielte zehn Jahre in der US-amerikanischen Nationalmannschaft.

## Leben und Karriere
In ihrer Jugend spielte sie 10 Jahre für die Alabama Attack, mit denen sie fünf Statetitel gewann und zweimal die regionalen Halbfinale erreichte. Während ihrer Zeit an der University of North Carolina erhielt sie mehrere Auszeichnungen und durchlief die US-Jugendmannschaften. Sie gehörte dort schnell zu den Führungsspielerinnen und gewann 1999 mit der U-18-Mannschaft die Goldmedaille bei den Pan American Games, wobei sie im Finale gegen Mexiko durch einen Distanzschuss das Siegtor erzielte. 2000, 2001 (als Kapitän), 2002 und 2003 gehörte sie zu den siegreichen U-21-Mannschaften, die den Nordic Cup gewannen, wobei sie 2002 nur im ersten Spiel nicht eingesetzt wurde, da sie an dem Tag mit der A-Nationalmannschaft spielte.
Ihr erstes von 135 A-Länderspielen machte sie am 20. Juli 2000 beim 4:1 gegen Italien. Das erste Länderspieltor war das 3:1 am 17. März 2001 beim 3:4 gegen Olympiasieger Norwegen im Spiel um Platz 5 beim Algarve-Cup. 2002 gewann sie mit dem US-Team den CONCACAF Women’s Gold Cup und qualifizierte sich damit für die WM 2003. Dort wurde sie im ersten Spiel für die verletzte Brandi Chastain eingewechselt. Im Spiel gegen Nordkorea gelang es ihr als erster Abwehrspielerin der US-Mannschaft zwei Tore in einem WM-Spiel zu erzielen und im Viertelfinale gegen Norwegen gab sie die Vorlage zum 1:0-Siegtreffer durch Abby Wambach. Nach der Niederlage gegen Deutschland im  Halbfinale gewann sie mit ihrer Mannschaft gegen Kanada die Bronzemedaille. Aufgrund einer im Training erlittenen Fußverletzung konnte sie 2004 nicht am Viernationenturnier teilnehmen, war aber für den Algarve-Cup 2004 wieder fit, den das US-Team gewann. Sie gehörte zum Kader für die Olympischen Spiele und kam in fünf Spielen zum Einsatz, wobei sie zweimal eingewechselt wurde, u. a. im Finale gegen Brasilien.
2005 gehörte sie zum siegreichen US-Team beim Algarve-Cup. Aufgrund ihrer Flitterwochen konnte sie nicht am Vier-Nationen-Turnier 2006 teilnehmen, beim Algarve-Cup 2006 gehörte sie aber wieder zur Mannschaft, die das Finale im Elfmeterschießen gegen Deutschland verlor. Am 15. Juli erzielte sie im Spiel gegen Schweden mit einem Freistoß über 70 Yards ein Tor, das inoffiziell als Tor über die weiteste Distanz gezählt wird.
2007 spielte sie als eine von zwei Spielerinnen in allen 24 Länderspielen, u. a. in allen Spielen beim Gewinn des Algarve-Cups und bei der WM 2007. Beim ersten Spiel des Vier-Nationen-Turnier 2007 gegen Deutschland bestritt sie ihr 100. Länderspiel. 2007 gelangen ihr die meisten Vorlagen aller US-Abwehrspielerinnen.
2008 kam sie nur in sechs Spielen zum Einsatz, da sie sich am 10. Juni einen Kreuzbandriss zuzog, wodurch sie auch nicht an den Olympischen Spielen in Peking teilnehmen konnte. Erst am 19. Juli 2009 kam sie im Spiel gegen Kanada wieder zum Einsatz. Dies blieb aber 2009 ihr einziges Länderspiel. 2010 kam sie noch viermal zum Einsatz, stand aber nicht im Kader für den CONCACAF Women’s Gold Cup 2010. Ihr bisher letztes Länderspiel machte sie am 31. März beim ersten Spiel der US-Frauenmannschaft auf Schnee. Auch für die WM in Deutschland wurde sie nicht berücksichtigt, gehörte aber zum Kommentatoren-Team von ESPN.
Am 28. Mai 2015 gab Whitehill ihr sofortiges Karriereende bekannt.

## Privates
Am 31. Dezember 2005 heiratete sie Robert Whitehill.

## Erfolge
- Olympiasieger 2004
- CONCACAF Women’s Gold Cup 2002
- W-League Sieger 2005 mit den  New Jersey Wildcats
- WM-Dritte 2003 und 2007
- Algarve-Cup-Siegerin 2004, 2005, 2007, 2008

## Auszeichnungen
- 2003: U.S. Soccer Young Female Athlete of the Year
- 2005: W-League-Abwehrspielerin des Jahres